# Croissant (symbole)
Pour les articles homonymes, voir Croissant.
 (novembre 2018).
Si vous disposez d'ouvrages ou d'articles de référence ou si vous connaissez des sites web de qualité traitant du thème abordé ici, merci de compléter l'article en donnant les références utiles à sa vérifiabilité et en les liant à la section « Notes et références ».

Exemple de représentation d'un croissant

En art et en symbolisme, un croissant est généralement la forme produite quand un cercle est obturé partiellement par un autre cercle, ce qui reste est une forme entourée par deux arcs de différents diamètres et qui s'intersectent en deux points.
On retrouve cette forme dans plusieurs cultures et religions depuis l'Antiquité, ainsi que dans différents domaines comme l'héraldique ou l'armée.

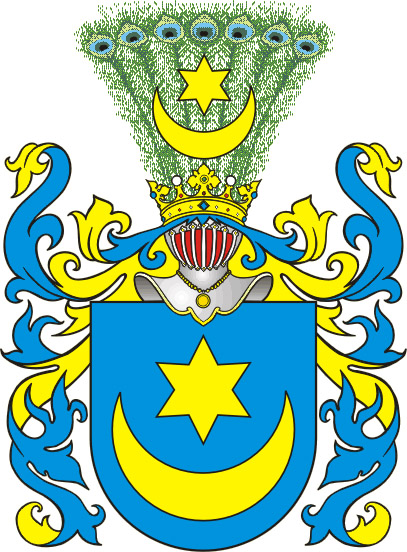
Armoirie du Clan Leliwa (noblesse polonaise) avec un croissant en tant que symbole héraldique.

## Antiquité et Moyen Âge

### Croissant
Le croissant est un motif décoratif qui remonte à l'Iran préislamique. Il serait l'un des plus vieux symboles de l'humanité. Avec le soleil il apparaît sur des sceaux des Akkadiens vers XXIIe siècle av. J.-C.. À partir du XXe siècle av. J.-C., il devient le symbole de la Mésopotamie. Le croissant était donc bien connu au Moyen-Orient et a été transporté par les Phéniciens au VIIIe siècle à Carthage maintenant en Tunisie. Les Sassanides l'ont aussi utilisé. 

Croissant montant, pleine lune et croissant descendant, en tant que symbole néo-païen de la triple Déesse.

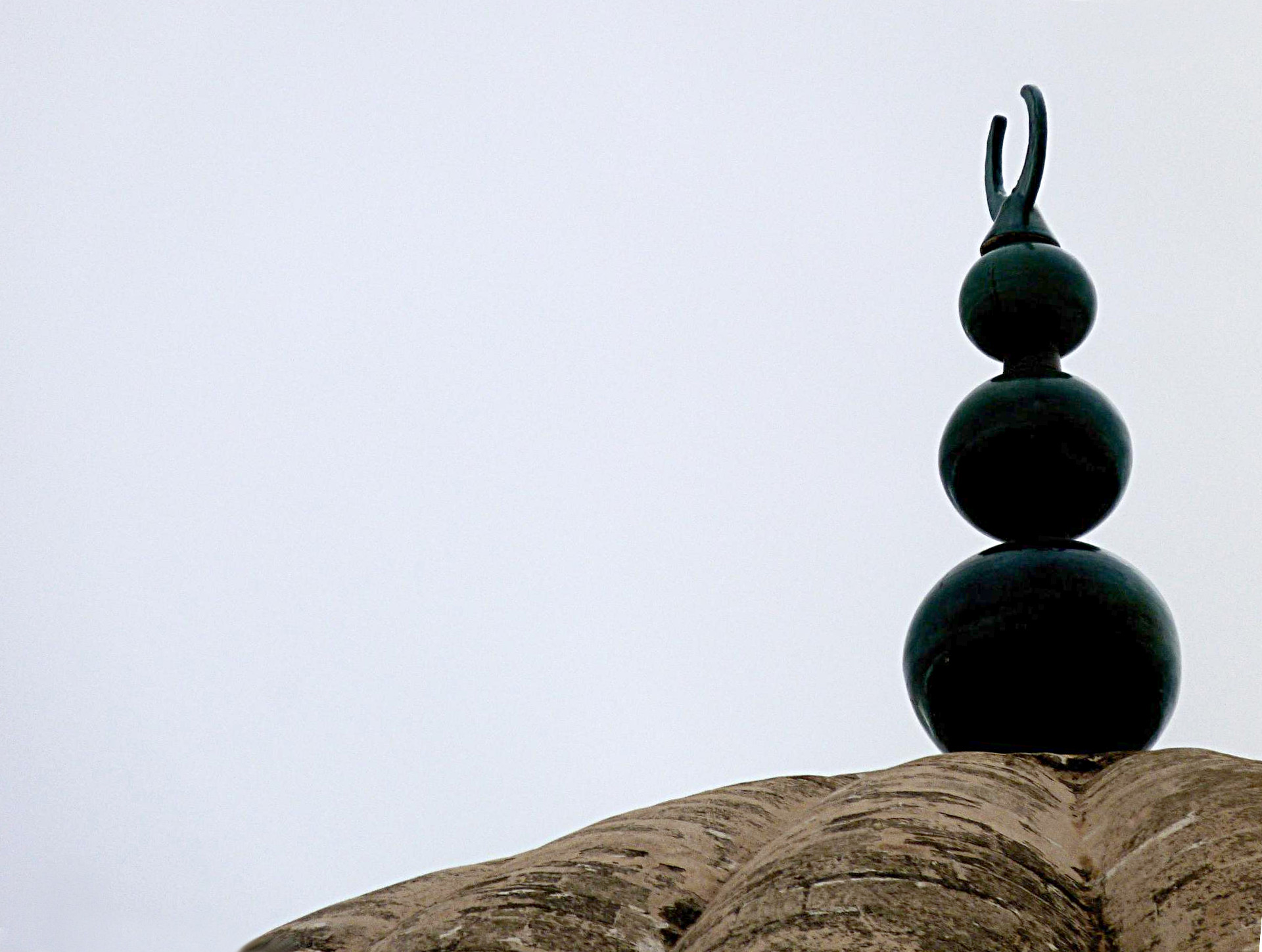
Épi de faîtage formé de trois globes de cuivre surmontés d'un croissant au sommet d'une coupole de la grande mosquée de Kairouan (Tunisie).

Plus tard, le croissant est devenu le symbole de l'Empire byzantin et spécialement de Constantinople. Comme les Turcs ottomans l'adopteront aussi, on le retrouvera, lors des guerres turco-byzantines, dans les deux camps.

### Croissant avec une étoile
Le croissant avec une étoile, aujourd'hui considéré comme un symbole musulman, a longtemps été utilisé en Asie Mineure, et plus à l'est par les premiers peuples turcs, bien avant les débuts de l'Islam; selon les archéologues, les fouilles ont montré que les Köktürks utilisaient le croissant et l'étoile comme symbole pour leur monnaie. Des pièces vieilles de 1500 ans le montrent avec une personne.

## Islam
On ne peut pas affirmer formellement que le croissant soit lié, dans l'islam, à la nouvelle lune qui apparaît chaque mois, et qui fait l'objet de toutes les attentions pour déterminer le début et le terme du mois de Ramadân. En outre, on l'a dit, le croissant était déjà utilisé pour la décoration avant l'islam ; il n'empêche que ce motif va se répandre largement au cours du moyen âge islamique et on le retrouve sur différentes sortes d'objets.
Au XIIe siècle le croissant a été adopté par l'ensemble des Turcs, souvent accompagné d'une étoile, en référence au titre An-najm (« L'étoile ») porté par la sourate 53 du Coran.
Selon Dominique Sourdel et Janine Sourdel, c'est le monde occidental qui, au milieu du XVe siècle a vu le premier dans le croissant un emblème officiel turc. Rien dans les témoignages orientaux ne permet de dire à quel moment cette transformation a eu lieu. Tout au plus des sources signalent-elles pour le XVIe siècle que les étendards de Sélim Ier, ou du corsaire Barberousse ou encore ceux pris à la bataille de Lépante portaient ce symbole.
Plus tard, les Séfévides l'utiliseront aussi. Ce n'est pourtant que tardivement, sans doute pas avant le XIXe siècle, qu'il est devenu le principal symbole de l'Islam.

### Symbole de drapeaux
En dépit des origines diverses du symbole, de nombreux pays et des organisations charitables l'utilisent sur leur drapeau ou l'intègrent dans leur logo. C'est au XIXe siècle qu'on trouve le croissant, associé à une étoile, sur le drapeau de l'Empire ottoman; de là, il a passé sur celui de la République tunisienne, et celle de Turquie.
Toutefois, à ce jour aucun des États arabes d'Arabie ou du Machrek ne fait figurer le croissant sur son drapeau. Ainsi ce symbole ne peut pas réellement être considéré comme celui de l'identité musulmane.
Quelques exemples parmi d'autres d'utilisation dans des drapeaux:
- Drapeau du Pakistan
- Drapeau de la Tunisie
- Drapeau de la Turquie
- Drapeau du Turkménistan
- Drapeau de l'Algérie
- Emblème du Croissant-Rouge

## Hindouisme
Le croissant de lune est aussi un symbole présent dans l'iconographie hindoue, spécialement dans l'hindouisme puranique et tantrique. L'exemple le plus frappant est celui de Shiva (avec ses aspects tels que Bhairava et Mahakala, dont le front est orné d'un croissant de lune). Mais à côté de Shiva, les déesses indiennes majeures comme Durga et en particulier Kali sont représentées avec le croissant.

### Tantrisme
Le croissant, symbolisant l'aspect re-naissance ou de régénération de la Lune — qui est le symbole de la puissance féminine ou de la nature de la femme (tout comme dans les traditions païennes occidentales) — a toujours été un motif et un symbole importants du tantrisme. Ainsi, Sarasvati, également une divinité majeure, arbore le croissant dans ses représentations tantriques. En dehors de cela, certaines divinités du panthéon liminal (en) tantrique, comme Chinnamasta, Matangi, Kamala (Lakshmi tantrique), Tara et Lalita ou Tripurasundari sont toujours représentées avec un croissant.

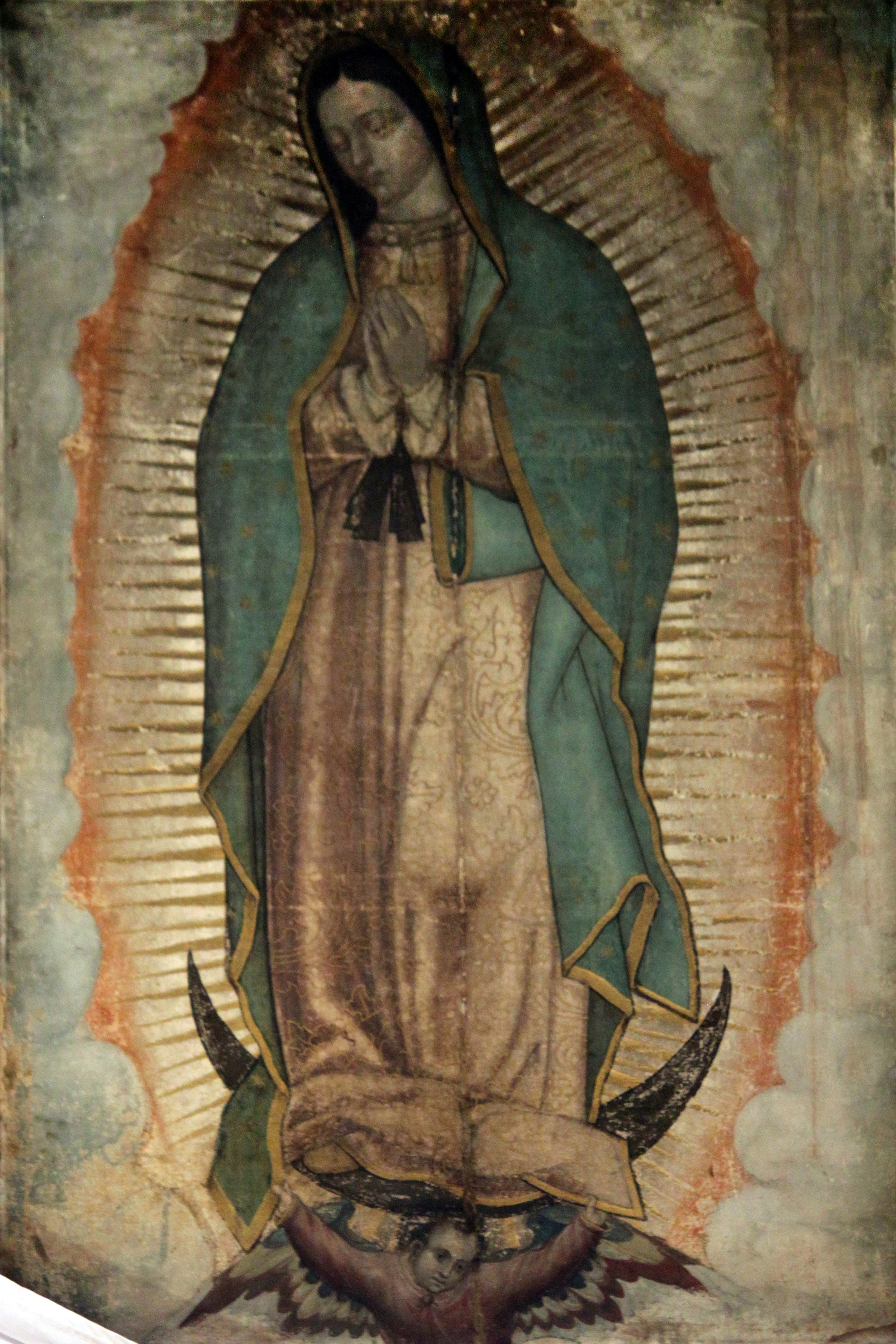
Notre-Dame de Guadalupe est un exemple célèbre de représentation de la Vierge sur un croissant. Peinture de 1531, Basilique de N.-D. de Guadeloupe de Mexico.

## Catholicisme
Dans l'iconographie de l'église catholique romaine, la représentation de Marie reprend souvent la description de l'Apocalypse (12:1) : « Un grand signe apparut dans le ciel : une femme enveloppée de soleil, la lune sous ses pieds, et une couronne de douze étoiles sur sa tête. »

## Royaume de France
Le croissant de lune est associé à la fleur de lys, symbole du royaume de France depuis la fin du Moyen Âge.
C'était notamment l'emblème de Henri II (ou trois entrelacés, reprenant l'emblème de sa maîtresse Diane de Poitiers). Pour lui, la lune était symbole d’une promesse d’avenir et de paix : lorsque la lune sera pleine, il régnera sur les royaumes de France et d’Espagne et sur le Saint-Empire. Ses devises étaient en rapport avec l'astre :  Plena est œmula solis (« L'émule du soleil est pleine ») et Donec totum impleat orbem (« Jusqu'à ce qu'elle remplisse le monde tout entier »).

## Héraldique
Le symbole du croissant peut aussi se retrouver en héraldique. Bien qu'a priori il n'ait pas de rapport avec l'Islam, ses premières apparitions sembleraient remonter aux croisades.
Le croissant se trouve aussi dans des vieux symboles slavons et remonteraient à la mythologie slave.
En Angleterre et au Canada, un croissant est la brisure d'un deuxième fils.

A Bordeaux, le croissant du blason représente le Port de la Lune. Il sera repris plus tard dans le chiffre et le logotype de la commune.

Le blason de Bordeaux.
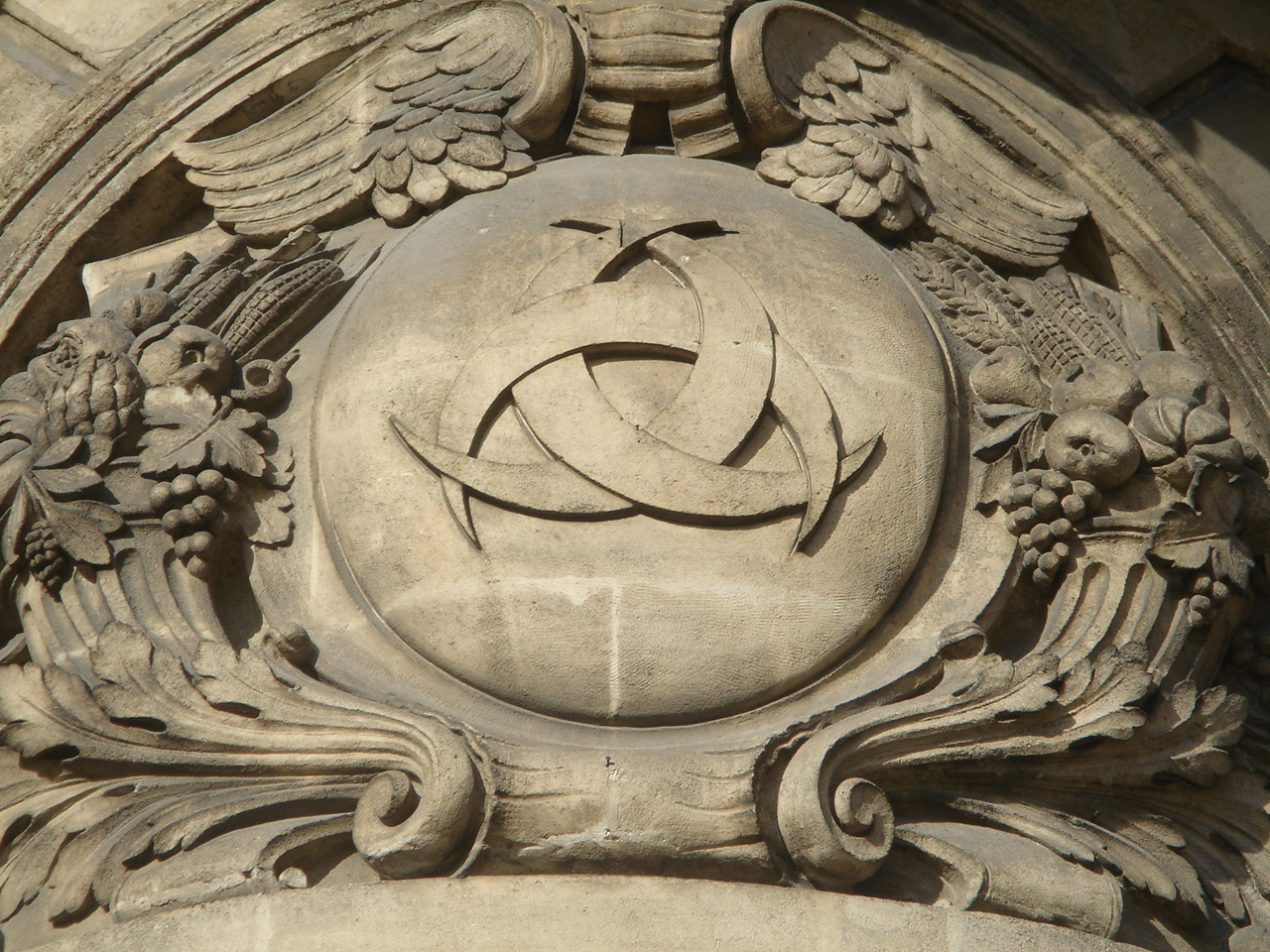
Le chiffre de Bordeaux.
Le logotype de la ville.

## Symbolique militaire
Le croissant est le symbole de l'Armée française d'Afrique du Nord (Armée d'Afrique) constituée à partir de 1830. Il apparait sur les tenues et coiffures des Zouaves, Tirailleurs, Spahis...
Les fanions de bataillon et de compagnie des Tirailleurs algériens règlementés par un texte du 20 janvier 1857, étaient à la couleur du bataillon avec bordure et ornement aux couleurs de la compagnie constitués d'une main accompagnée de quatre croissants.

### Références

Le Croissant fertile.